# Culicoides leopoldoi
Culicoides leopoldoi är en tvåvingeart som beskrevs av Ortiz 1951. Culicoides leopoldoi ingår i släktet Culicoides och familjen svidknott. Inga underarter finns listade i Catalogue of Life.